# Edgar Kirst

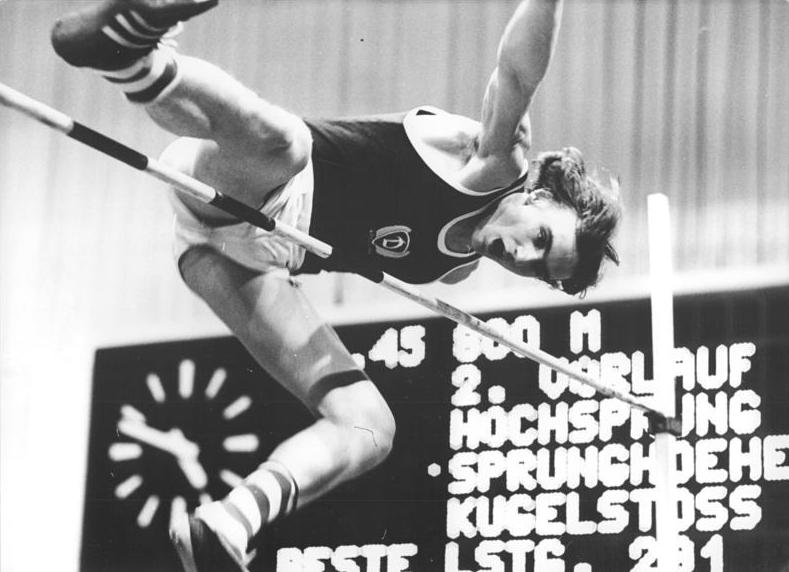
Edgar Kirst 1977

Edgar Kirst (* 28. Juli 1951 in Neunhofen) ist ein ehemaliger deutscher Hochspringer.

## Leben
Bei den Leichtathletik-Halleneuropameisterschaften wurde er 1973 in Rotterdam Fünfter und 1977 in San Sebastián Sechster.
Bei der DDR-Meisterschaften wurde er viermal Dritter (1975, 1977–1979). In der Halle wurde er von 1973 bis 1977 fünfmal in Folge DDR-Vizemeister. Außerdem wurde er 1975 DDR-Meister im Hallenfünfkampf.
Seine persönliche Bestleistung von 2,26 m stellte er am 27. August 1977 in Halle (Saale) auf. Er startete für den SC Dynamo Berlin. In den nach der Wende öffentlich gewordenen Unterlagen zum Staatsdoping in der DDR fand sich bei den gedopten Sportlern auch der Name von Kirst.
Edgar Kirst heiratete 1975 die Hochspringerin Jutta Krautwurst. Sein älterer Bruder ist der Zehnkämpfer Joachim Kirst.